# Gross Wannenhorn
Das Gross Wannenhorn ist ein 3906 m ü. M. hoher Berg in den Berner Alpen. Er liegt im Schweizer Kanton Wallis. Der Gipfel bietet eine prachtvolle Aussicht auf die nördlich gelegenen Berner Viertausender und nach Süden über das Rhonetal auf die Walliser Alpen.

## Geographie und Beschreibung

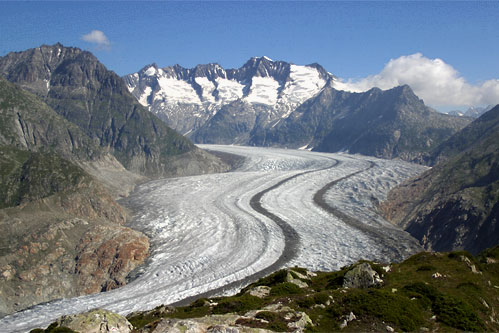
Das Gross Wannenhorn über dem Aletschgletscher

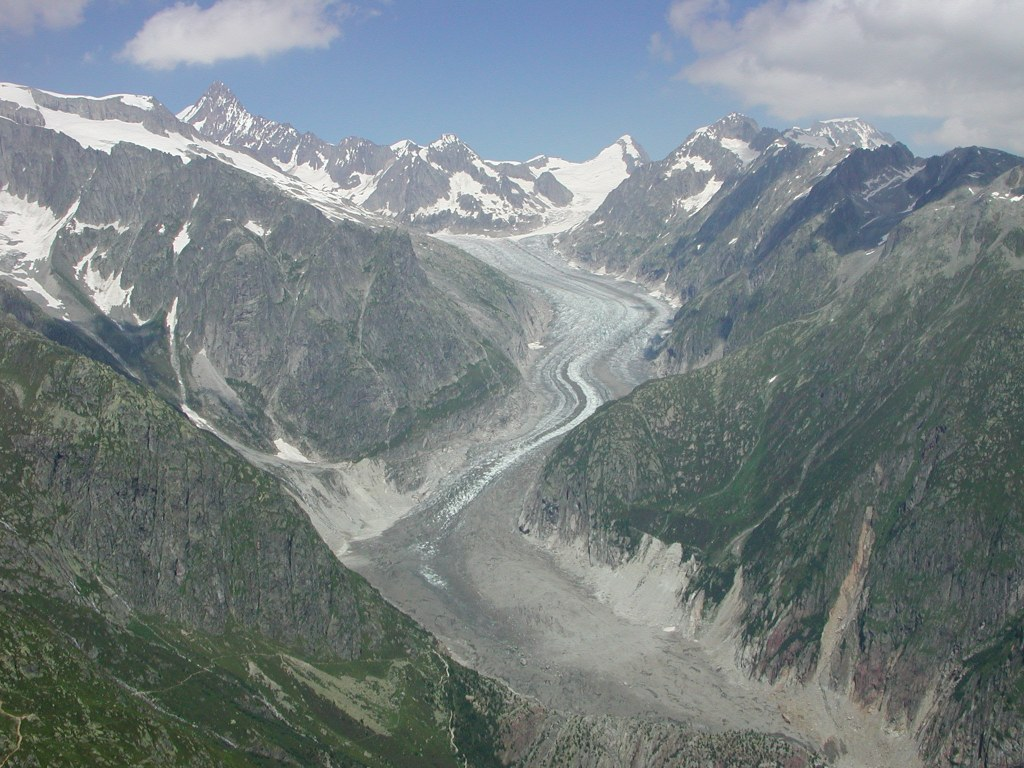
Der Fieschergletscher, links die Ostflanke des Gross Wannenhorns, der Gipfel liegt knapp ausserhalb des Bildes

Er ist der höchste Gipfel der sogenannten Walliser Fiescherhörner, nicht zu verwechseln mit den nördlich gelegenen Viertausendern Hinter und Gross Fiescherhorn. 
Diese Gruppe wird, bis auf die Südseite, von allen Seiten von Gletschern umflossen. Östlich verläuft im Bogen der Fieschergletscher, westlich der Grosse Aletschgletscher. Nordwestlich liegt der Konkordiaplatz. Nach Norden ist die Gruppe über die Grünhornlücke vom Gross Grünhorn getrennt.
Das Gross Wannenhorn besteht aus einem Zwillingsgipfel, ein felsiger Nordgipfel und ein flacherer Südgipfel. Die Ostseite des Berges ist stark vergletschert, nach Westen fällt es mit steilen Felswänden teilweise durch Gletscherfelder unterbrochen, auf den Grossen Aletschgletscher ab. Nach Süden führt ein Grat über den Wannenhornsattel (3669 m ü. M.) zu dem mit 3707 m ü. M. etwas niedrigeren Kleinen Wannenhorn. Direkter nördlicher Nachbar ist das 3854 m ü. M. hohe Schönbühlhorn.

## Gipfelrouten
Der leichteste Aufstieg erfolgt von Osten über die Nordostflanke und den Ostgrat. Ausgangspunkt ist die Finsteraarhornhütte (3048 m ü. M.). Von dieser überquert man den Fieschergletscher und steigt über eine teilweise sehr spaltige Gletschermulde, später über Firnhänge zum Gipfel. Im Winter und Frühjahr ist diese Route eine sehr beliebte und häufig frequentierte Skitour. Die Schwierigkeit ist mit WS nach der SAC-Berg- und Hochtourenskala bewertet.
Der Nordwestgrat vom Schönbühlhorn her, ist das schwierigste Teilstück der kompletten Nord-Süd-Überschreitung der Walliser Fiescherhörner (ZS+). Als Abstiegsroute nach einer Überschreitung bietet sich der Südostgrat (ZS) an. Die Route führt in den südlichen Wannenhornsattel und von diesem über den kleinen Wannenhorngletscher und weiter unten Schutthänge auf den Aletschgletscher.

## Erstbesteigung

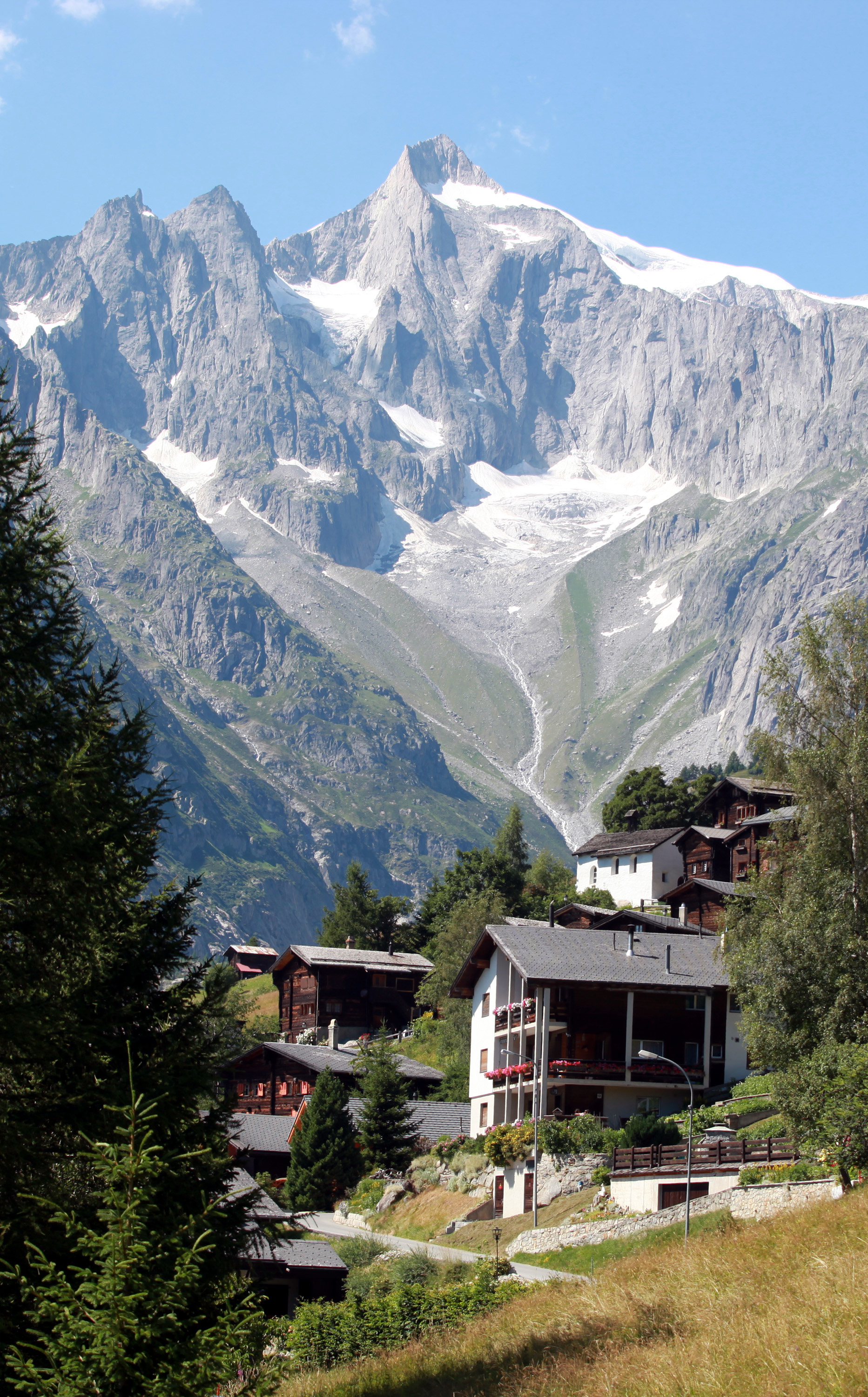
Das Klein Wannenhorn von Bellwald, Ortsteil Ried, aus gesehen.

Die Erstbesteigung des Gross Wannenhorns erfolgte am 6. August 1864 durch Gottlieb Studer und Rudolf Lindt mit Kaspar Blatter und Peter Sulzer über die Ostflanke. Mit ihrem Abstieg nach Westen war dies zugleich auch die erste Ost-West-Überschreitung des Berges. Der Nordwestgrat wurde im August 1922 erstbegangen, der Südostgrat 1907 im Abstieg und 1919 im Aufstieg.